# Arabesques et adages
Arabesques et adages est une œuvre pour piano de la compositrice Kaija Saariaho écrite en 2016

## Contexte et création
Arabesques et adages est une commande du Fourth International Maj Lind Piano Competition.